# Украинская кухня
Украи́нская кухня (укр. Українська кухня) — традиционная кухня украинского народа, с характерным стилем приготовления пищи, связанным с украинской культурой. Украинская кухня складывалась на протяжении многих веков. На всей территории современной Украины она остаётся достаточно однородной как по применяемому набору продуктов, так и по способам их переработки. Некоторые её блюда получили широкое распространение среди других народов, особенно славянских, как восточных, так и западных.

## История
На каждую народную кухню прежде всего влияет строение места, где готовят еду, то есть домашнего очага. У украинцев таким местом была «вариста піч», кострище закрытого типа. По этой причине украинская кухня в основном использует приёмы варения, тушения и печения. Даже запорожские казаки, подстрелив дичь, старались сварить из неё юшку (бульон), а не поджарить на вертеле, что более свойственно, например, немцам.
Кроме того, украинская кухня восприняла также некоторые технологические приёмы из кухонь соседей: в частности, обжаривание продуктов в перекалённом масле (смаження), что присуще татарской и турецкой кухне. Из немецкой кухни было позаимствовано молотое мясо («сиченики»), а из венгерской, например, — использование паприки.
Географические и климатические условия обитания украинского народа были настолько разнообразны, что позволяли питаться как продуктами растениеводства, так и животноводства. Разведение крупного рогатого скота, охота и рыболовство сделали меню очень разнообразным, хотя ещё до начала XIX века мясные блюда считались в народе праздничными.
Первые повара на территории современной Украины появились в Киевской Руси в монастырях и при княжеских дворах, то есть приготовление еды выделилось в отдельную специальность с ярко выраженным необходимым мастерством. Уже в XI столетии в Киево-Печерской лавре среди монахов было несколько поваров. Повара появились также в богатых семьях, где женской половине заниматься готовкой было недосуг.
Вероятно, именно появлению поваров в монастырях Киевской Руси украинская кухня обязана широкому использованию яиц, которые используются не только для приготовления различного рода яичниц и омлетов, но также в религиозной выпечке к праздникам и как добавка в разного рода сладкие мучные, творожные и яично-фруктовые блюда.
Благодаря географическим (и, соответственно, кулинарным) открытиям XVI—XVIII столетий на территории современной Украины появилось значительное количество разных культурных растений, которые обогатили, расширили и разнообразили блюда украинской кухни. Например, в XVIII веке на территории современной Украины очень широко распространился картофель, который используется для приготовления первых блюд, вторых блюд и гарниров к рыбным и мясным блюдам. Хотя этот овощ и не стал у украинцев, в отличие от белорусов, «вторым хлебом», однако нашёл широкое применение, и с этого времени почти все первые блюда начали готовить с картофелем.
В XVII столетии на территории современной Украины появились также подсолнечник и горчица, что сыграло важную роль в развитии украинской кухни. Масло подсолнечника начинают широко использовать вместо привозного греческого оливкового масла, а из горчицы делают также масло и приправы к мясным холодным и горячим блюдам.
Окончательно украинская кухня сложилась в том виде, в каком мы её знаем сегодня, только к XIX веку, когда появились помидоры. Кроме них украинская кухня примерно в это же время восприняла другие овощи — синие баклажаны, считавшиеся ранее «бусурманскими» и в пищу не употреблявшиеся, а также сахарную свёклу, из которой начали производить сахар, что значительно обогатило народную кухню. Сахар стал доступен большинству населения за счёт его дешевизны, что значительно расширило ассортимент, в меню появились сладкие бабки, пудинги, каши. Расширился ассортимент напитков за счёт сладких наливок, варенух и тому подобных вещей.
Обладая общими чертами, украинская кухня имеет свои региональные особенности. Различают галицкую кухню, карпатскую (гуцульскую) кухню, закарпатскую, лемковскую кухню, одесскую кухню, полесскую кухню, подольскую кухню, кухню центральной (Поднепровской) Украины.
- Украинский борщ
- Вареники с вишней
- Налистники
- Сало с гренками
- Галицкие вареники

### Мясо и рыба
Использовалось как мясо домашних (свиней, коров, коз, овец) и диких (вепрь, заяц) животных так и мясо птицы (кур, гусей, уток, голубей, тетеревов, рябчиков) и рыба (осётр, угорь, карп, лещ, линь, щука, пескарь, окунь, карась). Существует мнение, что широкое употребление свинины в украинской кухне связано с тем, что татары, регулярно совершавшие набеги на украинские земли, грабили домашние хозяйства и забирали многие продукты питания, домашних животных, оставляя лишь свиней, мясо которых не могли употреблять в пищу из-за религиозных запретов.
Весьма употребляемым продуктом в украинской кухне служит свиное сало во всех видах. Использование его является чрезвычайно разнообразным. В пищу сало употребляется сырым, солёным, копчёным, жареным и является жировой основой многих блюд преимущественно праздничной кухни. Им шпигуют, как правило, всякое не свиное мясо для придания ему сочности, перетирают с чесноком и солью, получая питательную массу для бутербродов.

### Зерновые блюда
В рацион питания входили как зерновые и продукты их переработки, овощи в разных видах (капуста, репа, лук, чеснок).
Среди растительной пищи первое место испокон веков занимал хлеб, причём как на закваске, так и пресный в виде галушек, пресного хлеба с маком и мёдом. Пшеничный хлеб (укр. паляниця) выпекался преимущественно к праздникам. В остальные дни главным блюдом на столе был хлеб ржаной (укр. житній). Значение этого слова ещё раз подчеркивает огромную роль ржаного хлеба и самой ржи в жизни, национальной кухне и культуре украинского народа. Из пшеницы также делали не только муку, но и разные крупы, из которых варили кутью. В XI—XII столетии из Азии на территорию современной Украины завезли гречку, из которой начали делать муку и крупу. В украинской кухне появились гречаники, гречневые пампушки с чесноком, гречневые галушки с салом и другие блюда. Использовали также пшено, рис (с XIV века) и бобовые культуры, такие как горох, фасоль, чечевица, бобы и др.
Излюбленным видом теста у украинцев является пресное, которого существует несколько различных видов, а для кондитерских изделий — песочное.

### Овощи и фрукты
На втором месте были огородные и дикие овощи и фрукты. Морковь, свёкла, редька, огурцы, тыква, хрен, укроп, тмин, анис, мята, калган, яблоки, вишни, сливы, клюква, брусника, малина — вот далеко не полный перечень растительности, потребляемой очень широко. Пчелиный мёд играл заметную роль в питании, поскольку сахар в то время отсутствовал. Для приготовления также использовали различные виды животных жиров и растительных масел, уксус и орехи.
Со временем из Средней Азии на территорию современной Украины завезли тутовое дерево (шелковицу) и арбузы, из Америки — кукурузу, помидоры и стручковый перец, которые начали выращивать на юге Украины и широко употреблять в пищу.

### Супы
Основной горячей пищей были рыбные и мясные отвары с добавлением овощей под общим названием «юшка» (диминутив от праславянского корня *juхa, общего для многих славянских народов, ср. болг. юха́, серб. jýха, др.-рус. уха). Своеобразие украинской кухни выражалось в преимущественном использовании таких продуктов как свёкла, свиное сало, пшеничная мука, а также в так называемой комбинированной тепловой обработке большого количества продуктов (украинский борщ — типичный тому пример), когда к свёкле добавляют ещё двадцать компонентов, которые оттеняют и развивают её вкус.

### Напитки
Для украинской кухни характерны молочные напитки, особенной популярностью пользуются топлёное молоко, кисляк и ряженка.
Среди старинных украинских напитков — полученные способом естественного брожения меды, пиво, квасы, узвары.
В XIV веке в Киевской Руси появилась водка (горілка). На её основе делают многочисленные настойки. Популярной наливкой является вишнёвка. Кустарным способом на территории Украины делают самогон на основе сахара и различных сахаристых продуктов — фруктов, овощей, ягод. Распространена варенуха — горячий алкогольный напиток на основе горилки или самогона, мёда и пряностей.
С давних пор на территории современной Украины распространено виноделие, изначально в южных областях страны.

## Состав блюд

### Супы
- Борщ
- Зелёный борщ
- Гороховый суп
- Гречневый суп
- Борщ с ушками
- Капустняк
- Холодник

### Вторые блюда
- Вареники
- Вухо — блюдо из свиных ушей
- Сало с чесноком
- Галушки
- Крученики — рулетики из мяса или рыбы с различными начинками
- Бигос
- Мачанка — блюдо из домашнего сыра и сметаны
- Жаркое (укр. Печеня)
- Сиченики — лепёшки из фарша
- Цыбульники — луковые лепёшки или луковые оладьи
- Голубцы
- Деруны
- Дрочёна — картофельная запеканка
- Холодец
- Цвикли — острое блюдо из столовой свёклы, хрена и пряностей
- Шкварки
- Зразы
- Картопляники — блинчики из варёного измельчённого картофеля с добавлением начинки
- Саламата — жидкая каша или кисель из злаковой прожаренной муки
- Котлета по-киевски
- Кровянка
- Гурка (колбаса)
- Мазурики[7] — разновидность котлеты в виде фарша индейки с добавлением сыра и сливочного масла
- Татарский бифштекс
- Кулеш — каша с мясом или салом
- Банош — гуцульская каша
- Мамалыга — круто заваренная каша из кукурузной муки
- Шпундра — свинина тушенная со свёклой в свекольном квасе
- Буженина
- Душенина — тушёное мясо
- Варя — салат из отварной свёклы, фасоли и чернослива[8][9]

### Мучные блюда
- Пампушки
- Вергуны — воздушная выпечка из бездрожжевого теста
- Бублики
- Коржики
- Хворост — ломкое печенье
- Ватрушки
- Паляница (хлеб)
- Сушки

### Ритуальные блюда
- Кутья
- Шулики — порезанные на небольшие кусочки пшеничные коржики
- Каравай
- Лежень — свадебный хлеб, разновидность калача
- Паска
- Боговица  — большой ритуальный каравай
- Калач

### Разные виды блинов и оладий
- Оладьи
- Гречаники — блюдо из мясного фарша с добавлением варёной гречки
- Налистники
- Млынци (блины по-украински)
- Сырники

### Десерты
- Сало в шоколаде
- Бабка — ванильный пирог из дрожжевого теста
- Киевский торт
- Соложеник — яично-фруктовый пирог
- Пляцок — тонкий торт или пирог, который выкладывается слоями со всевозможными начинками
- Сластёны — десертное блюдо в виде шариков из теста
- Сметанник — булочка со сметанной начинкой
- Ябчанка — охлаждённый десерт из яблок
- Вершкивка — желе из взбитых сливок и алкоголя
- Варенье

- Сырники
- Киевский торт
- «Котлета по-киевски»
- Вергуны
- Пампушки